# Gran Premi del Canadà del 2003
Resultats del Gran Premi del Canadà de Fórmula 1 de la temporada 2003, disputat al circuit urbà de Gilles Villeneuve a Mont-real el 15 de juny del 2003.

## Resultats de la cursa
| Pos | No | Pilot                 | Equip              | Voltes | Temps/ Retir.    | Pos. de sortida | Punts |
| --- | -- | --------------------- | ------------------ | ------ | ---------------- | --------------- | ----- |
| 1   | 1  | Michael Schumacher    | Ferrari            | 70     | 1h 31' 13. 591   | 3               | 10    |
| 2   | 4  | Ralf Schumacher       | Williams - BMW     | 70     | + 0.784 s        | 1               | 8     |
| 3   | 3  | Juan Pablo Montoya    | Williams - BMW     | 70     | + 1.355 s        | 2               | 6     |
| 4   | 8  | Fernando Alonso       | Renault            | 70     | + 4.481 s        | 4               | 5     |
| 5   | 2  | Rubens Barrichello    | Ferrari            | 70     | + 1' 04.261 min. | 5               | 4     |
| 6   | 6  | Kimi Räikkönen        | McLaren - Mercedes | 70     | + 1' 10.502 min. | 20              | 3     |
| 7   | 14 | Mark Webber           | Jaguar - Cosworth  | 69     | + 1 Volta        | 6               | 2     |
| 8   | 20 | Olivier Panis         | Toyota             | 69     | + 1 Volta        | 7               | 1     |
| 9   | 19 | Jos Verstappen        | Minardi - Cosworth | 68     | + 2 Voltes       | 15              |       |
| 10  | 15 | Antônio Pizzonia      | Jaguar - Cosworth  | 64     | + 4 Voltes       | 13              |       |
| 11  | 21 | Cristiano da Matta    | Toyota             | 64     | + 6 Voltes       | 9               |       |
| Ret | 18 | Justin Wilson         | Minardi - Cosworth | 60     | Caixa canvi      | 18              |       |
| Ret | 17 | Jenson Button         | BAR - Honda        | 51     | Caixa canvi      | 17              |       |
| Ret | 5  | David Coulthard       | McLaren - Mercedes | 47     | Caixa canvi      | 11              |       |
| Ret | 9  | Nick Heidfeld         | Sauber - Petronas  | 47     | Motor            | 12              |       |
| Ret | 7  | Jarno Trulli          | Renault            | 22     | Accident         | 8               |       |
| Ret | 11 | Giancarlo Fisichella  | Jordan - Ford      | 20     | Caixa canvi      | 16              |       |
| Ret | 12 | Ralph Firman          | Jordan - Ford      | 20     | Motor            | 19              |       |
| Ret | 16 | Jacques Villeneuve    | BAR - Honda        | 14     | Frens            | 14              |       |
| Ret | 10 | Heinz-Harald Frentzen | Sauber - Petronas  | 6      | Part electrònica | 10              |       |

## Altres
- Pole: Ralf Schumacher 1' 15. 529
- Volta ràpida: Fernando Alonso 1' 16. 040 (a la volta 53)
- És el segon cop que dos germans fan primer i segon en una cursa de F1. La primera vegada va ser al GP del Canadà del 2001.